# Dirk Peeters
Dirk Peeters, né le 14 novembre 1958 à Turnhout est un homme politique belge flamand, membre de Groen!.

## Fonctions politiques
- député au Parlement flamand :
  - du 7 juin 2009 au 25 mai 2014